# Théâtre des Gobelins
Résidence
Le théâtre des Gobelins est un ancien théâtre situé à Paris au no 73, avenue des Gobelins. Reconverti en 1934 en salle de cinéma dénommée « Gaumont Gobelins-Rodin », le lieu est fermé en 2003, avant d'être totalement détruit en 2010 (sauf la façade classée) pour faire place à un nouveau bâtiment en 2013.

## Historique

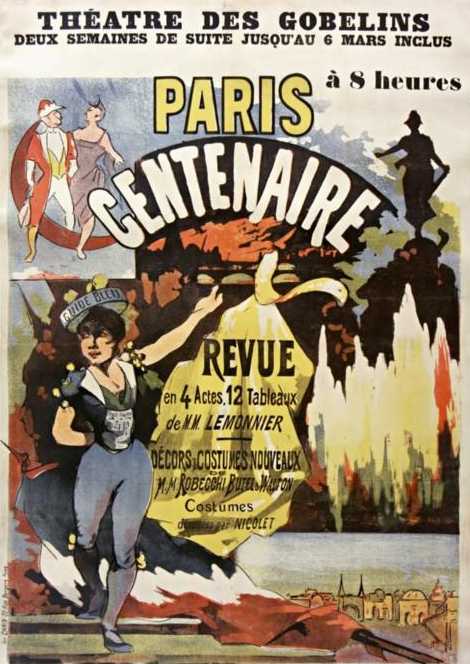
Revue Paris Centenaire (1890).

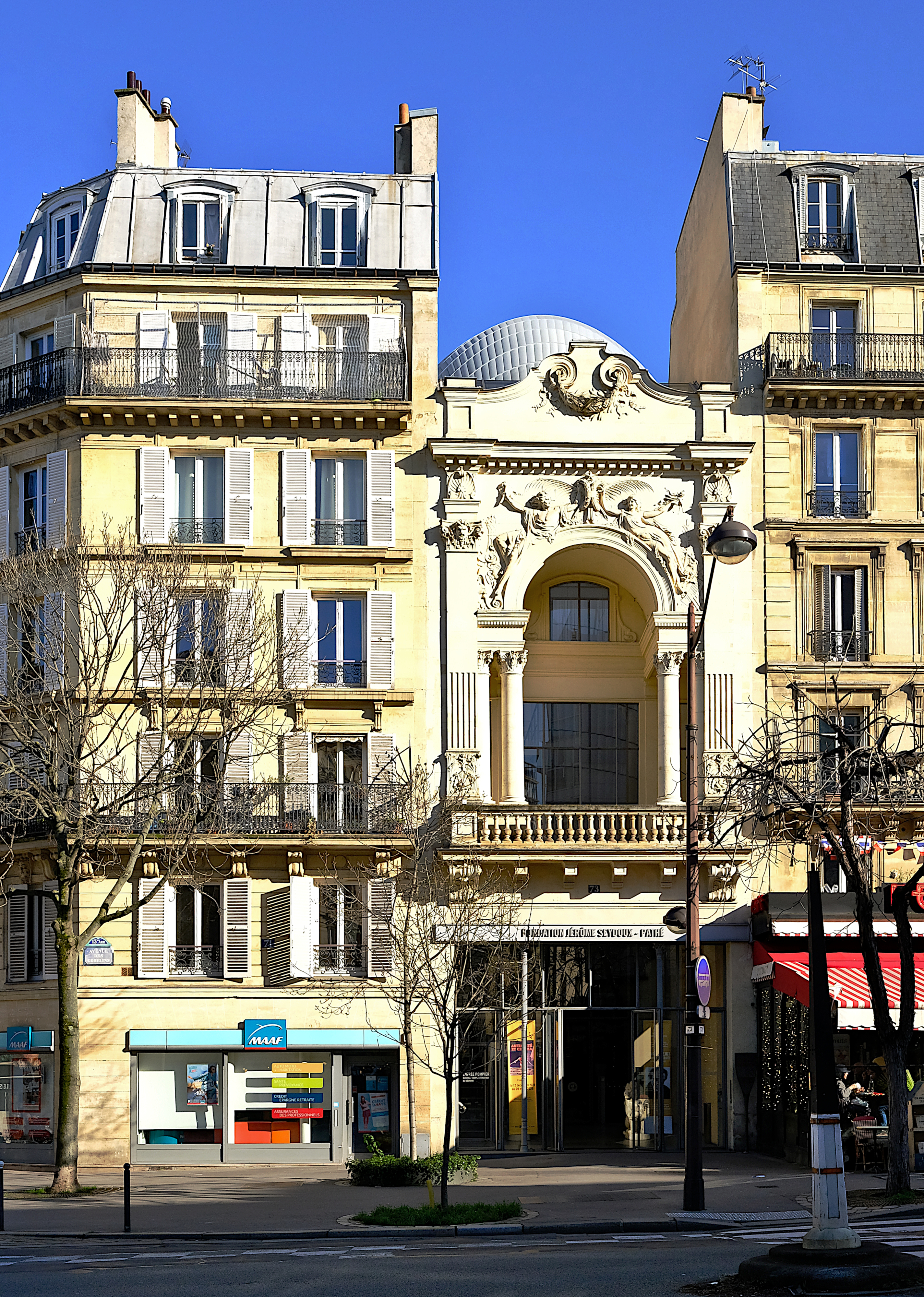
Le n°73 en 2025.

Bâti en 1869 par l'architecte Alphonse Cusin, sa façade sculptée est l'œuvre d'un jeune étudiant aux Beaux-Arts et aux Gobelins : Auguste Rodin. Les deux figures représentent le drame (l'homme) et la comédie (la femme). Cette façade a été inscrite aux monuments historiques par un arrêté du 23 février 1977.
Le théâtre, d'abord appelé Nouveau théâtre Saint Marcel, prend le nom de Théâtre des Gobelins en 1878
Le grand acteur Frédérick Lemaître s'y est produit[réf. nécessaire]. Ce théâtre à l'italienne de 800 places, avec deux balcons, se consacre d'abord aux pièces à grand spectacle comme Le Tour du monde en quatre-vingts jours d'après Jules Verne, puis aux spectacles de variétés. À partir de 1906, sont projetés des films documentaires, comiques et de fiction.
Devenu cinéma permanent en 1934, restauré en 1993 (avec deux salles) sous le nom de Gaumont Gobelins-Rodin, et fermé depuis le 18 novembre 2003, il a servi d'entrepôt pour un cinéma voisin.
Début 2010, un chantier est ouvert afin de restructurer entièrement le site pour accueillir la fondation Jérôme Seydoux-Pathé, centre de recherche, de documentation et de consultation sur l’histoire du cinéma, destiné aux historiens, enseignants et étudiants. Les travaux sont réalisés sur les plans de l'architecte Renzo Piano ; la façade de Rodin, étant classée aux monuments historiques, n'est pas modifiée. L'inauguration par la ministre de la Culture, Aurélie Filippetti, et la maire de Paris, Anne Hidalgo, a lieu le 4 septembre 2014.
D'après le magazine Capital, l'acquisition de l'ancien théâtre des Gobelins aurait été financée par des fonds appartenant à la famille Seydoux provenant de trusts non déclarés logés au Canada.